# 托罗佩茨-霍尔姆进攻战役
托羅佩茨–霍爾姆攻勢（俄語：Торопецко-Холмская операция）是一場第二次世界大戰德蘇戰爭期間由蘇聯紅軍於伊爾門湖南方實施的戰略攻勢，攻勢自1942年1月9日開始一直持續到同年2月6日。該攻勢形成了霍爾姆口袋以及德米楊斯克口袋，包圍了德意志國防軍第2軍，並造成駐紮於安德烈亞波爾附近的德意志國防軍第189步兵團的毀滅。

## 背景
1941年12月蘇聯紅軍成功的在莫斯科戰役中擊敗德意志國防軍，蘇軍最高指揮部於是決定乘勝追擊，企圖透過一次攻勢在寬廣的戰線上殲滅侵入蘇聯領土的德意志國防軍。德軍並不認為蘇軍有能力實施如此大規模的反擊，因此在諸如伊爾門湖南方等沒有設防的地區被苏军的攻勢打得措手不及。

## 目標
由帕維爾·科洛希金將軍所指揮的蘇聯西北方面軍被賦予兩項重要的戰略任務。第一項任務是對舊魯薩實施反攻，切斷德軍第18與第16集團軍的聯繫，並支援沃爾霍夫方面軍與列寧格勒方面軍打通列寧格勒包圍圈的戰略攻勢。第二項任務則是攻擊西南方的維捷布斯克。這個攻勢將由三個主要的兵團執行，包括第33兵團、第3與第4突擊兵團；其中後兩者才在不久前被改為現名。兩項戰略任務的最終目標是自北方箝制德國中央集團軍，使之動彈不得。

## 戰役經過
蘇聯紅軍第3與第4突擊兵團的初期攻勢相當成功，該地區的德意志國防軍承受了嚴重的損失。這次攻勢出乎德軍的意料之外，並在德軍防線上製造了一個缺口，使得蘇軍得以乘虛而入，一路推進至德軍後方。雖然攻勢開始時蘇軍所能獲得的補給有限，但德軍儲存於托羅佩茨的大量補給品緩解了這個問題。
這場行動中蘇聯方面所獲得的坦克支援相當薄弱，尤其在執行縱深作戰時，這項劣勢使推進更顯吃力。這也顯示出了蘇聯的戰車製造能力於該年度因資源匱乏所衍生出的窘境。葉廖緬科的第4突擊兵團僅擁有兩個戰車旅，分別為第117戰車旅以及第141戰車旅；第117戰車旅擁有12輛透過租借法案獲得的瑪蒂達 II、9輛瓦倫丁戰車，以及10輛T-60坦克。而第141戰車旅則擁有4輛KV-1坦克、6輛T-34戰車以及20輛T-60坦克。
由於蘇聯軍隊的攻擊力道過於強勁，致使獨立防守30公里正面的第123步兵師的兩個團遭到殲滅。兵團過度分散的結果即是部隊之間無法相互掩護，使蘇聯軍隊得以長驅直入，而未遭遇多少抵抗。德軍的傷亡過於慘重，防禦點位也因而隨之減少。德軍的後備部隊：第81步兵師，於12月下旬經由鐵路被送往戰場。該師的部份部隊（含第189步兵團、第181炮兵團第2營以及第181工兵營第3連）立即被命令於托羅佩茨及安德烈亞波爾下車部署；這些部隊隨後於1月14日在該地附近遭到圍殲，約莫1,100具遺體後來於附近的森林內被發現，其中包括甫升少將的兵團指揮官。不過仍有約40名第181炮兵團的倖存者成功回到德軍防線。由於這些部隊自移入該區域至被殲滅的時間非常短，因此德軍的戰略地圖甚至還來不及更新部隊位置。

## 結局
蘇軍最終未能達成包圍中央集團軍的終極目標，然而蘇軍的兩個突擊兵團在德軍防線上造成的嚴重彎曲卻於1942年成為德國集團軍的隱憂，而蘇聯軍隊更於稍後的熱澤夫戰役中利用彎曲的德軍防線作為進兵優勢；而隨著戰事每下愈況，德軍不得不於1943年3月撤離此地。
蘇軍的進攻行動也造成了霍姆爾口袋以及德米揚斯克口袋，並造成德軍嚴重的損傷。

## 戰鬥序列

### 蘇聯
- 西北方面軍（兵力約122,100人）
  - 第3突擊兵團
  - 第4突擊兵團
    - 第249步槍師

### 德國
- 北方集團軍（兵力未知）
  - 第16軍團
    - 第2裝甲兵團
      - 第123步兵師
        - 第416步兵團
        - 第418步兵團

      - 第81步兵師
        - 第189步兵團

      - 親衛隊騎兵旅

## 註記
1. ↑  Ericsson, J. 'The Road to Stalingrad'[page needed]